# Ruth Fernández
Ruth Fernández Cortada (Ponce, 23 de mayo de 1919 - Santurce, 9 de enero de 2012) fue una cantante contralto puertorriqueña y miembro del Senado de Puerto Rico. De acuerdo con las "Comisiones Nacionales para la Celebración del Quinto Centenario", Fernández fue una de tres artistas cuyas contribuciones ayudaron a unir a Latinoamérica. Los otros dos artistas mencionados fueron Libertad Lamarque de Argentina y Pedro Vargas de México.

## Primeros años
Ruth Noemí Fernández Cortada nació en la comunidad de Bélgica del barrio Cuarto de Ponce el 23 de mayo de 1919. Sus padres fueron Santiago Fernández y Rosa María Cortada. La madre de Fernández murió cuando ella tenía apenas seis años por lo que fue criada, juntos a sus otros cuatro hermanos, por su abuela.
Ruth obtuvo su educación elemental, intermedia y superior en su pueblo natal de Ponce. Cuando era niña aprendió a tocar el piano y estuvo muy activa en las actividades de su escuela y comunidad. Mientras estaba en la escuela superior ella organizó su propio grupo musical. Comenzó a cantar a nivel profesional a la edad de 16 años, cuando empezó a ir a las emisoras radiales WPRP y WPAB, y a cantaba por 50 centavos al día, en 1935. Fue en ese entonces que Ruth fue escuchada por Mingo, un director de banda de una banda popular local y fue contratada para cantar en su grupo. Comenzó a cantar en los clubs nocturnos, and bailes y en casinos.

## Carrera artística
Fernández empezó a adquirir popularidad y en el año 1941, a la edad de 22 años, fue contratada por Columbia Records con quienes grabó su primera canción hit llamada "Cuando Vuelvas", con un tema escrito por Myrta Silva. Su primera aparición en Nueva York fue en el Teatro Latino de Nueva York. Allí el maestro de ceremonias, Héctor del Villar, la introdujo como "El Alma de Puerto Rico hecha canción". Ese apodo se quedaría con ella por toda su vida.
Cuando Fernández regresó a Puerto Rico, se matrículo en la Universidad de Puerto Rico con la intención de ser una trabajadora social. Sin embargo, una vez más ella se unió a la banda de Mingo, llamada "Los Whoopee Kids", y recorrió con ellos todo el Caribe, Centroamérica y Suramérica haciendo presentaciones.
Fernández fue la primera mujer afro-puertorriqueña en tener una carrera exitosa en el mundo de la música cantada, obteniendo éxito en eliminar barreras y estereotipos que existían hacia la raza negra. En una ocasión la banda de Mingo fue contratada por el hotel Condado Vanderbilt de San Juan, Puerto Rico. El director de la orquesta le dijo a Fernadez que, de acuerdo con reglamentos del hotel, ella tenía que entrar al hotel por la puerta de la cocina como todo otro cantante de la raza negra (un reglamento tipo de facto que, aunque era ilegal en Puerto Rico, todavía se acostumbraba en algunas áreas para no ofender a los clientes estodounidenses). Fernández, sin embargo, no siguió las instrucciones y entró por la puerta principal del hotel. Luego subió a la tarima donde cantó para el deleite total de la audiencia. Durante la Segunda Guerra Mundial y la guerra de Corea, ella viajó a otros países para proveer entretenimiento a las tropas de ascendencia latina.
Cuando regresó a Puerto Rico, Fernández decidió probar su suerte como cantante de solo. En el año 1954, a la edad de 41 años, Fernández participó en el primer show musical televisado que fuera presentado alguna vez en Puerto Rico, "El Show Libby's". Ella fue también la protagonista de varias otras innovaciones. Por ejemplo, ella fue la primera mujer que cantó en una orquesta puertorriqueña, la primera mujer puertorriqueña que cantó música popular en el Metropolitan Opera House de la Ciudad de Nueva York, la primera mujer latina que cantó música romántica en los países bajos (con éxito particularmente notable en Noruega), y la primera mujer latina que grabó discos con una banda estadounidense. Fernández grabó un álbum con la Orquesta Panamericana (bajo la dirección de Lito Peña), el cual incluía lo que desde entonces vino a ser un estándar de música "folk" puertorriquena - la canción de bomba"(La Bomba) ¡Ay, qué rica es!".
Las interpretaciones de Ruth Fernández en los Estados Unidos eran transmitadas de costa a costa bajo su contrato con la cadena radial CBS. Ella también hizo presentaciones en el Carnegie Hall de Nueva York. Entre los muchos países donde hizo interpretaciones figuran Italia, Francia, España, Noruega, Venezuela, México, Panamá, y Cuba.
Fernández también apareció en dos películas hispanas, y efectuó un papel importante en el documental afro-puertorriqueño "Raíces", producido por el Banco Popular de Puerto Rico.

## Vida personal
Fernández se casó dos veces. Su primer esposo fue Juan Guilbe, un pelotero profesional de Ponce. Su segundo esposo fue Tito Henríquez, otro conocido cantante puertorriqueño. Ambos matrimonios terminaron en divorcio. Henríquez y Fernández ocasionalmente cantaban dúos juntos, aun después de su divorcio. El compositor Rafael Hernández Marín consideró que la interpretación por ellos de su canción "Venus" era definitivamente la versión propia de la canción.
Fernández no tuvo hijos. Sin embargo, por su propio reconocimiento en público de sus sobrinos, así como debido a sus obras filantrópicas con los niños, muchos puertorriqueños la apodaron "Titi Ruth", un apodo también popularizado por el comediante José Miguel Agrelot. El flautista Néstor Torres es uno de sus sobrinos.

### Actitud hacia la vida
Fernández siempre tuvo una actitud positiva de la vida y hacia el trato con otros. Una frase de ella muy conocida era "¡Arriba, corazones!". La canción máxima de Ruth Fernández lo fue "Gracias, Mundo" ("Thank you, World"), la cual en muchos aspectos es equivalente a la canción de Louis Armstrong titulada "What a Wonderful World" (Qué maravilloso mundo), la cual presenta el planeta de una manera muy optimista. En muchas ocasiones, pero en particular durante los maratones televisados proayuda a los desaventajados ("teletones"), a Fernández se le pedía que cantara esa canción para concluir el evento, y ella lo hacía con mucho ánimo. Con un tanto de reservación, pero estando de acuerdo en hacerlo como era su costumbre ser acomodadora, ella aceptó cantarla a petición de Sunshine Logroño como la canción tema en su película satírica, "Chona, La Puerca Asesina", como una manera de enfatizar los hechos de Cambucha, el héroe de la película (un papel que fue actuado por la actriz y cantante puertorriqueña Nena Rivera) por salvar a Puerto Rico de un enorme cerdo, y tras lo cual se le titulaba a la película.

## Premios y reconocimientos
Entre los muchos premios y reconocimientos que se le han sido otorgados están:
- La Medalla de Vasco Nuñez de Balboa por Panamá;
- La Orden de Francisco de Miranda por Venezuela;
- Un doctorado honorario de la Universidad Mundial;
- La declaración del "Día de Ruth Fernández" en Puerto Rico y en las ciudades de Washington D. C., Nueva York, y Los Ángeles.
- En el año 1963, Pablo Casals escribió y dedicó a Ruth Fernández la canción "Ven a Mí".
- En su ciudad natal de Ponce se le honra con una placa en el Parque del Tricentenario.
- En el año 1985, se le hizo un tributo en reconocimiento por sus 50 años dedicados al mundo de la farándula con la participación de Mario Moreno "Cantinflas", Libertad Lamarque, Pedro Vargas, Olga Guillot y muchos otros artistas. También se le nombró por la Comisión del Quintencenario como una de tres artistas latinoamericanos que más han contribuido a unir a Latinoamérica.[12]
- En el 2000, se le prestó tributo en el Salón Antonio Paoli del Centro de Bellas Artes Luis A. Ferre, donde se le proclamó " La cantante del Siglo" de Puerto Rico.[11]

## Vida política
En el año 1972, Fernández fue elegida al Senado de Puerto Rico por el distrito de Ponce como miembro del Partido Popular Democrático de Puerto Rico. Su lealtad al partido tenía una larga historia: cuando Rafael Hernández Colón se postuló por primera vez para gobernador de Puerto Rico en el 1972, Fernández también tintenió unos versos en canción para su campaña electoral.
Como senadora, Fernández buscó establecer muchas reformas y mejores condiciones de trabajo para la clase trabajadora artística. También buscó velar por los intereses de los puertorriqueños que vivían en los Estados Unidos. Un edificio de apartamentos en el Bronx, Nueva York lleva su nombre, Ruth Fernández Apartments. En el 1990, ella fue seleccionada por le revista “Imagen” como una de las 10 mujeres de mayor influencia en Puerto Rico.
Ruth Fernández también dirigió la organización "Casa del Artista Puertorriqueño". Su controversiales años allí concluyeron con el otorgamiento de $500,000, lo cual se usó para comprar el Teatro Coribantes, cerca del distrito financiero de San Juan en Hato Rey, Puerto Rico.

## Retiro y muerte
Fernández se retiró de toda actividad pública en la década del 2000. Admitía sufrir de Alzheimer, pero una estrevista de prensa en el 2010 se la presentó como alguien que solo padecía “momentos ocasionales de lucidez cándida”. Fernández murió el 9 de enero de 2012, en Santurce (Puerto Rico), tras sufrir un shock séptico y neumonía. El gobierno de Puerto Rico declaró tres días de duelo por su muerte. La premiada cantante y actriz fue enterrada en el Cementerio Civil de Ponce el 15 de enero de 2012.